# Capdepera

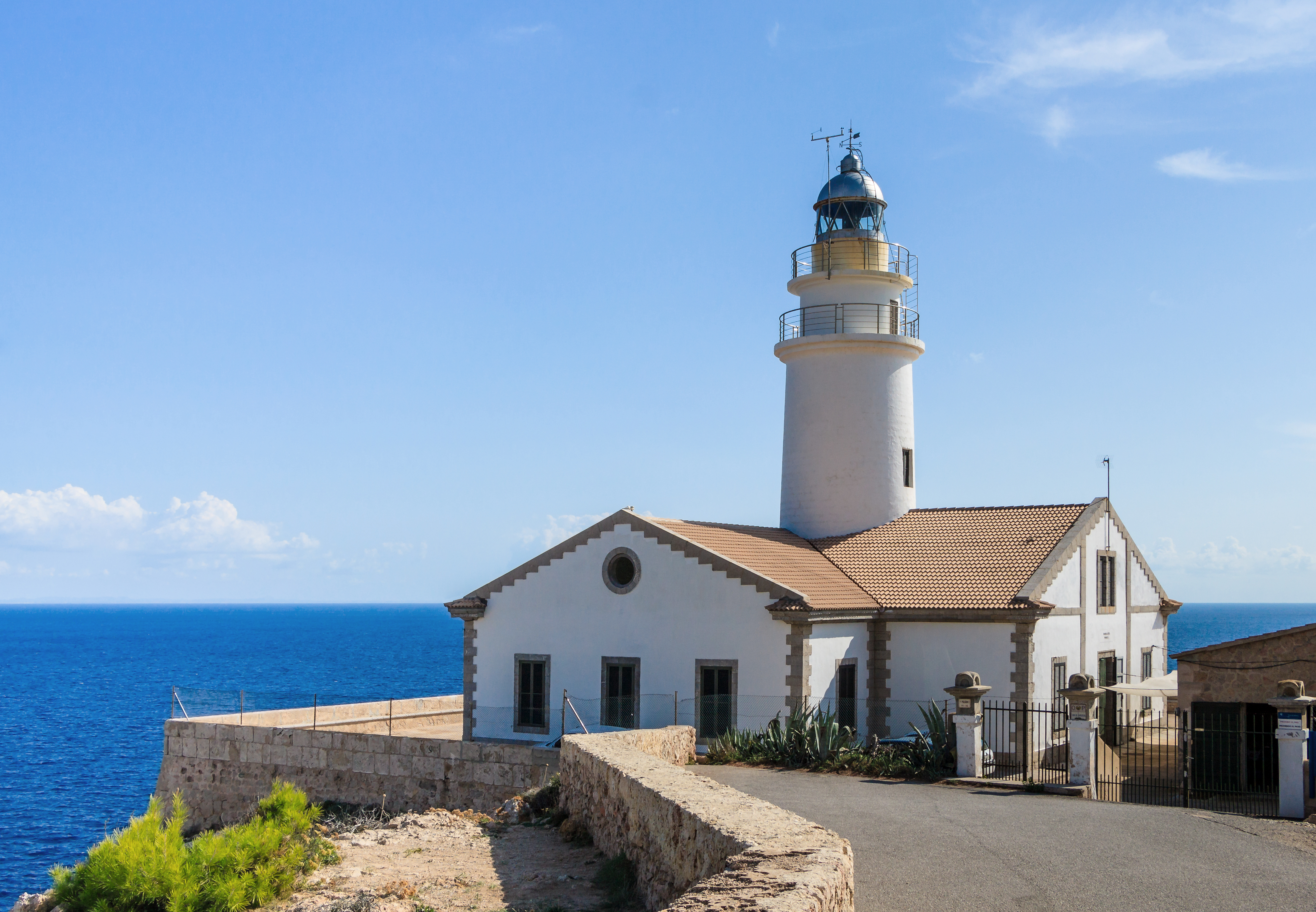
Faro de Capdepera

Capdepera es una localidad y municipio español de la comunidad autónoma de Islas Baleares. Situado en el extremo oriental de la isla de Mallorca, en la comarca de Levante. Tiene un relieve muy recortado que cuenta con numerosas calas que albergan a destacados centros turísticos, como Cala Rajada (Cala Ratjada, en catalán), Cala Mesquida, Cañamel (Canyamel) y Font de sa Cala (Font de sa Cala).

## Historia
La prehistoria en el municipio de Capdepera está bien documentada gracias a la existencia de 41 yacimientos arqueológicos, que datan cronológicamente, entre los siglos X y II a. C., es decir, entre los periodos pretalayótico y talayótico.
- Periodo pretalayótico: De esta época se encuentran restos como las cuevas artificiales de Son Jaumell o las naviformes de Cañamel.
- Periodo talayótico: Se encuentran poblados como Sos Sastres, Son Barbassa, Puig de s’hort, es Claper des Gegant o Son Favar (guerrers de son favar).

El Islam llega a Mallorca y llama «distrito de Yartan» a toda la península del Levante. Así pues, Artá, Son Servera y Capdepera formaban este distrito.
El primer documento escrito en el que aparece el nombre de Cap de la pera (Capdepera) como tal es en el libro Llibre dels Feyts, concretamente en la crónica que hace referencia a la rendición de los árabes de Menorca en el Cap de la Pera. En la Torre den Nunis, situada en el interior de las murallas del castillo, se firmó el Tratado de Capdepera entre el rey Jaime I de Aragón y el alguacil de Menorca. Según este tratado, Menorca continuaba bajo poder musulmán, pero sometido a un estado de sumisión respecto a Jaime I y sus sucesores. En el reparto del territorio, el distrito de Yartan correspondió al rey que cedió la parte de Capdepera a las familias Montsó y Nunis.
En 1300 el rey Jaime II de Mallorca promulgó las Ordinacions donde mandaba construir doce pueblos en Mallorca. Uno de ellos estaba cerca del Cap de la pedra y se convirtió en el recinto amurallado de Capdepera. El propósito del Castillo, la construcción de un recinto amurallado al lado de la torre de vigilancia de Miquel Nunis, era agrupar toda la población que vivía dispersa por la zona. La construcción de las murallas se terminó a finales del siglo XIV. 
Una gran parte de la población de Capdepera no estaba a favor de abandonar sus tierras para vivir dentro de la fortificación. Por este motivo, se ordenó a todos los habitantes que durante las noches se encerrasen armados dentro del recinto para reforzar la defensa. Inicialmente, se construyeron dentro de la fortificación unas cincuenta casas. El rey Sancho I de Mallorca dio una ayuda de 100 sueldos a cada familia que se instalase en el castillo. El pueblo siempre dependió administrativamente de Artá, ya que no superaba las cien familias. 

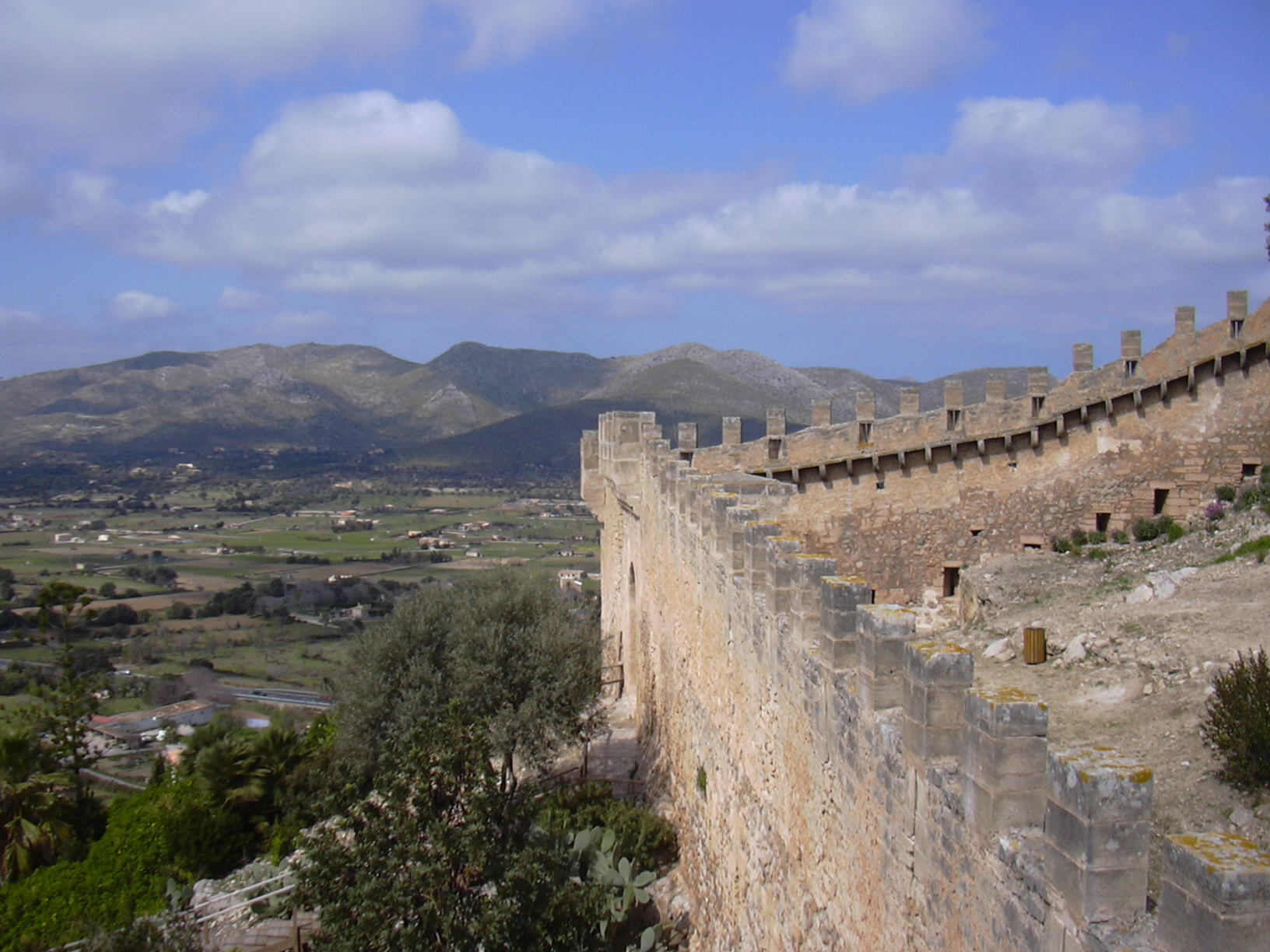
Murallas de Capdepera

La iglesia se amplió durante los siglos XVI y XVIII y en su interior se encuentra la talla de un Cristo del siglo XIV o XV, y la imagen de estilo gótico de la Virgen de la Esperanza, patrona de Capdepera venerada desde el siglo XVI.
A partir de 1715, con la llegada al trono de los Borbones, el pueblo es privado de las armas y se nombra un gobernador y un pequeño grupo de «dragones» (soldados profesionales) que eran los encargados de la defensa del lugar.
A partir de 1820, con la conquista de Argel por los franceses, la piratería y corsarismo se terminó y la función estratégica y defensiva de Capdepera cambió: Los militares abandonaron la fortaleza y los habitantes del castillo empezaron a instalarse fuera del recinto en unas casas más grandes y confortables. Al final del siglo XVIII solo quedaban veinticinco casas habitadas dentro del recinto y el nuevo núcleo de población que estaba fuera de las murallas ya estaba formado por más de doscientas casas.
El 1856 a través de una subasta pública el castillo pasó a ser propiedad de Josep Quint Zaforteza.
Durante el siglo XIX se producen una serie de cambios estructurales y económicos en la sociedad gabellina:
- Un fuerte crecimiento demográfico
- la división territorial entre Artá y Capdepera
- En 1861 se construye el faro y en 1891, la parroquia de Cala Rajada.
- Hubo un importante crecimiento económico debido a la enorme actividad portuaria de Cala Rajada, la manufactura de palmito y la explotación de las canteras de marés (arenisca).
- Comienza la emigración a América Latina, que fue el origen de algunas fortunas locales.
- A principios del siglo XX algunos de los propietarios más ricos de la comarca comienzan a veranear en Cala Rajada.

Todos estos cambios implican muchas innovaciones socioculturales y políticas. En 1849 se construye una iglesia parroquial y un nuevo ayuntamiento en el centro del nuevo entramado urbano. Estos dos edificios suponían el símbolo de la independencia del pueblo.
Lo anteriormente descrito ayudó a que en 1879 Bartomeu Alou fundase la Comunidad Evangélica y una escuela de primaria. El protestantismo entró con mucha fuerza, sobre todo entre las clases menos favorecidas. Ante este hecho, la Iglesia católica reaccionó inmediatamente y en 1893 se estableció la Congregación de los Ligorinos, que crearon una dinámica competencia.
En 1951 se terminaron las obras del actual muelle de Cala Rajada y en la década de los 60 la llegada del turismo de masas transformó la estructura económica del municipio, lo que ocasionaría una gran corriente migratoria de trabajadores peninsulares, que provocó un aumento de población muy importante.
En 1983 el Ayuntamiento de Capdepera, siendo alcalde D. Salvador Moll Vaquer y como fruto de una larga negociación con 74 de los 75 herederos, recuperó la propiedad del castillo.

## Demografía
Capdepera cuenta con una población de 12 860 habitantes (INE 2024).
| Gráfica de evolución demográfica de Capdepera entre 1842 y 2021 |
| |
| Población de derecho según los censos de población del INE Población de hecho según los censos de población del INEEn este censo se denominaba Cap de Pera: 1842 Entre el censo de 1860 y el anterior, aparece este municipio porque se segrega del municipio Artá Entre el censo de 1857 y el anterior, este municipio desaparece porque se integra en el municipio Artá. |

| 6321                      | 6752 | 7380 | 8008 | 8672 | 9166 | 9561 | 9297 | 10 245 | 11 074 | 11 420 |
| (Fuente: INE [Consultar]) |      |      |      |      |      |      |      |        |        |        |

## Cultura

### Patrimonio
- Una de las construcciones más conocida es el Castillo de Capdepera situado en la cima del pueblo.
- Cuevas de Artá, situadas en el núcleo costero de Canyamel.

### Festividades
- San Antonio, el 17 de enero. El 16 de enero se producen las picarolades en la plaza del Oriente, el día 16 se celebra el tradicional encuentro de demonios y se encienden las hogueras. El día 17, día del Santo, se celebren les beneïdes, un canto cuyo argumento cuenta, acompañado de música y en forma de glosa los acontecimientos más destacados del año. Los dos días posteriores a esta festividad, se celebra la misma fiesta pero esta vez localizada en Cala Rajada.
- Mercat Medieval  (en castellano, Mercado medieval), cada tercer fin de semana de mayo: se trata de una feria medieval que comenzó a celebrarse en 2000 con motivo de la conmemoración del 700 aniversario de la localidad. Se celebra en las cercanías y en el propio Castillo de Capdepera y se pueden encontrar puestos con productos típicos de la época medieval, tanto alimenticios como artesanales o textiles, además de espectáculos musicales y lúdicos. Los centros educativos del pueblo suelen organizar excursiones durante esta festividad. Esta feria se institucionalizó por acuerdo de un pleno municipal del año 2001 para que se celebre cada año.
- Virgen del Carmen, Patrona de Cala Rajada, 16 de julio: La Virgen del Carmen es la Patrona de los marineros. Esta fiesta se destaca pues, por la tradicional misa en el muelle y la procesión marítima de la Madre de Dios acompañada por la banda de música.
- San Roque, patrón de Cala Rajada, 16 de agosto / San Bartolomeo, patrón de Capdepera, 24 de agosto: estas son dos fiestas populares durante las cuales se hacen diversas actividades y actuaciones dedicadas a toda la población. Por motivo de la proximidad de las dos fechas, desde hace algunos años las dos fiestas se celebren conjuntamente y hacen que casi todo el mes de agosto sea festivo.
- La Esperanza, patrona de Capdepera, 18 de diciembre: Es una virgen muy venerada para los gabellines (habitantes de Capdepera), ya que según cuenta la leyenda de sa Boira salvó a los antiguos moradores del Castillo de un ataque de piratas. Cada año durante la fiesta de La Esperanza se rememora esta leyenda mediante el Sermón de sa Boira y una procesión.

## Administración y política
| Partido político                                         | 2023  | 2023  | 2023       | 2019   | 2019   | 2019       | 2015  | 2015  | 2015       | 2011  | 2011  | 2011       | 2007     | 2007     | 2007       |
| Partido político                                         | %     | Votos | Concejales | %      | Votos  | Concejales | %     | Votos | Concejales | %     | Votos | Concejales | %        | Votos    | Concejales |
| Partido Popular (PP)                                     | 29,81 | 1181  | 5          | 19,58  | 755    | 3          | 24,36 | 997   | 4          | 26,26 | 1088  | 5          | 29,47    | 1267     | 6          |
| Partit Socialista de les Illes Balears (PSIB-PSOE)       | 27,99 | 1109  | 5          | 43,08  | 1661   | 8          | 34,72 | 1421  | 7          | 22,06 | 914   | 5          | 20,88    | 898      | 4          |
| Més (PSM-IV-EN-APIB)                                     | 25,52 | 1011  | 5          | 21,14  | 815    | 4          | 19,77 | 809   | 4          | 11,75 | 487   | 2          | 9,77     | 420      | 1          |
| Proposta per les Illes (PI)                              | 10,85 | 430   | 2          | 7,96   | 307    | 1          | 4,86  | 199   | 0          | —     | —     | —          | —        | —        | —          |
| Podem-Esquerra Unida de les Illes Balears (EUIB)-Guanyem | 4,24  | 168   | 0          | 6,69   | 258    | 1          | 6,03  | 247   | 1          | 3,67  | 152   | 0          | 11,65    | 501      | 2          |
| Es Grup (EsG)                                            | —     | —     | —          | Con PI | Con PI | Con PI     | 8,33  | 341   | 1          | 8,40  | 348   | 1          | 8,28     | 356      | 1          |
| Unió per Capdepera (UCAP)-Unió Mallorquina (UM)          | —     | —     | —          | —      | —      | —          | —     | —     | —          | 21,87 | 906   | 4          | 16,60    | 714      | 3          |
| Els Verds de Mallorca                                    | —     | —     | —          | —      | —      | —          | —     | —     | —          | 3,62  | 150   | 0          | Con EUIB | Con EUIB | Con EUIB   |
| Esquerra-Acord Municipal (AM)                            | —     | —     | —          | —      | —      | —          | —     | —     | —          | —     | —     | —          | 1,53     | 66       | 0          |

## Sucesos destacados
El 16 de diciembre de 2008 el hotel Son Moll, en construcción, se desplomó causando 4 muertos y otros cuatro heridos que trabajaban en la obra. Al parecer carecía de permiso de licencia.